# Дискаверер-11
Дискаверер-11 (англ. Discoverer 11) (KH-1 8, Corona 11) — американский космический аппарат. Аппарат из серии разведывательных спутников KH-1, запускавшихся по программе CORONA.

## Конструкция
Спутник был неотделяемым от второй ступени «Аджена» и вместе с ней составлял 5,73 метра в длину и 1,52 метра в диаметре. Корпус изготовлен из магниевого сплава. Полезная аппаратура массой 111 кг располагалась в носовом обтекателе. В самой передней части спутника располагалась возвращаемая капсула массой 88 кг. Капсула имела вид полусферы с диаметром 84 см и длиной 69 см.
Оборудование состояло из панорамной камеры с разрешением 12 метров. Плёнка с отснятым материалом должна была быть доставлена на Землю в спускаемой капсуле.

## Запуск
Дискаверер-11 был предназначен для оценки, насколько быстро СССР производит бомбардировщики дальнего действия и баллистические ракеты, а также места их развёртывания. Запуск Дискаверера-11 прошёл удачно. Однако вернуть на Землю капсулу с отснятой плёнкой не удалось из-за сбоя системы контроля высоты.